# Spilogona aterrima
Spilogona aterrima är en tvåvingeart som först beskrevs av Stein 1904.  Spilogona aterrima ingår i släktet Spilogona och familjen husflugor. Inga underarter finns listade i Catalogue of Life.